# Championnat du Nicaragua de football 1989
Navigation
Saison précédente Saison suivante
La Primera División 1989 est la quarante-sixième édition de la première division nicaraguayenne.
Lors de ce tournoi, l'América Managua a tenté de conserver son titre de champion du Nicaragua face aux meilleurs clubs nicaraguayens.
Seulement deux places étaient qualificatives pour la Coupe des champions de la CONCACAF.

## Bilan du tournoi
| Tableau d'Honneur |              |
| Compétition       | Vainqueur    |
| Primera División  | Diriangén FC |

| Qualifications continentales 1989-1990 |                               |
| Coupe des champions de la CONCACAF     | Qualifiés                     |
| Premier tour de qualification          | Diriangén FC Juventus Managua |

| Promotions et relégations   |               |
| Relégué en Segunda División | Inconnu       |
| Promu de Segunda División   | Xilotepelt FC |